# اورت ایم اینکرایس
اورت ایم اینکرایس (به آلمانی: Ort im Innkreis) یک منطقهٔ مسکونی در اتریش است که در ناحیه راید ایم اینکرایس واقع شده‌است. اورت ایم اینکرایس ۱۱ کیلومتر مربع مساحت دارد ۳۶۰ متر بالاتر از سطح دریا واقع شده‌است.